# Brenztraubensäuremethylester
Brenztraubensäuremethylester ist eine chemische Verbindung aus der Gruppe der Ketoester.

## Gewinnung und Darstellung
Brenztraubensäuremethylester kann durch Reaktion von Brenztraubensäure mit Methanol in Gegenwart von p-Toluolsulfonsäure gewonnen werden.

## Eigenschaften
Brenztraubensäuremethylester ist eine farblose bis gelbliche Flüssigkeit, die schwer löslich in Wasser ist.

## Verwendung
Brenztraubensäuremethylester wird als Zwischenprodukt zur Herstellung anderer chemischer Verbindungen (wie zum Beispiel Dimethyl-2,3-dimethylenbutandionat) verwendet. Die Verbindung wurde auch für den Einsatz bei der Krebstherapie untersucht.

## Sicherheitshinweise
Die Dämpfe von Brenztraubensäuremethylester können mit Luft ein explosionsfähiges Gemisch (Flammpunkt 39 °C, Zündtemperatur 485 °C) bilden.